# HMS C8
HMS C8 – brytyjski okręt podwodny typu C. Zbudowany w latach 1905–1907 w Vickers w Barrow-in-Furness. Okręt został wodowany 15 lutego 1907 roku i rozpoczął służbę w Royal Navy 23 maja 1907 roku. 
W 1914 roku C8 stacjonował w Humber przydzielony do Szóstej Flotylli Okrętów Podwodnych (6th Submarine Flotilla) pod dowództwem Lt. Richard H. B. Everarda. 
Okręt został sprzedany w październiku 1920 roku i zezłomowany.